# Breurey-lès-Faverney
Breurey-lès-Faverney är en kommun i departementet Haute-Saône i regionen Bourgogne-Franche-Comté i östra Frankrike. Kommunen ligger i kantonen Port-sur-Saône som tillhör arrondissementet Vesoul. År 2022 hade Breurey-lès-Faverney 597 invånare.

## Befolkningsutveckling
Antalet invånare i kommunen Breurey-lès-Faverney
| Referens: INSEE |